# ダマ奈津子のワンダフルライフ
ダマ奈津子のワンダフルライフ（ダマなつこのワンダフルライフ）は、ABCラジオ（朝日放送）で放送されていたトーク番組である。
2006年10月5日に放送開始。2006年10月〜2007年3月は、ABCプレミアムボックス（21:00-21:30の日替わり番組）の木曜日の枠で放送された。その後2007年4月より、日曜日19:00〜19:30に放送時間を移動。
兵庫県出身の女性起業家・ダマ奈津子が司会を担当するもので、毎回各界の著名人をゲストに「夢・希望・未来」をキーワードに座談を繰り広げる。また、ラジオ放送以外にインターネット・フリーペーパーを活用したメディアミックス展開を繰り広げていた。
2007年10月から、日曜日19:30〜20:00に続編「ダマ奈津子のカサブランカクラブ」がスタートした。

## 放送時間
- 2006年10月〜2007年3月 - 木曜日21:00〜21:30
- 2007年4月〜9月 - 日曜日19:00〜19:30（プロ野球ナイター中継のない時のみ放送）

| ABCラジオ 木曜 21:00 - 21:30     | ABCラジオ 木曜 21:00 - 21:30                       | ABCラジオ 木曜 21:00 - 21:30     |
| 前番組                           | 番組名                                             | 次番組                           |
| -------------------------------- | -------------------------------------------------- | -------------------------------- |
| ABCミュージック21 （平日帯番組） | ABCプレミアムボックス ダマ奈津子のワンダフルライフ | ABCミュージック21 （平日帯番組） |
| ABCラジオ 日曜 19:00 - 19:30     |                                                    |                                  |
| 日曜なつメロ大行進               | ダマ奈津子のワンダフルライフ                       | ‐                                |